# Gilleleje (stacja kolejowa)
Gilleleje (duński: Gilleleje Station) – stacja kolejowa w miejscowości Gilleleje, w Regionie Stołecznym, w Danii. 
Usługi związane z transportem kolejowym prowadzone są przez Lokalbanen.
Jest stacją końcową linii Hornbækbanen z Helsingør i odgałęzienia linii Gribskovbanen z Hillerød. 

## Linie kolejowe
- Gribskovbanen
- Hornbækbanen